# Cobalt(II) molybdat
Cobalt(II) molybdat là một hợp chất vô cơ, một muối của cobalt và acid molybdic với công thức hóa học CoMoO4, tinh thể màu đen, không tan trong nước, tạo thành tinh thể ngậm nước.

## Điều chế
Phản ứng trao đổi là phương pháp đơn giản để tạo ra muối:
{\displaystyle {\mathsf {Na_{2}MoO_{4}+CoCl_{2}\ \xrightarrow {} \ CoMoO_{4}\downarrow +2NaCl}}}

## Tính chất vật lý
Cobalt(II) molybdat tạo thành tinh thể đen hoặc màu lục nhạt của hệ tinh thể đơn nghiêng, nhóm không gian C 2/m, các hằng số a = 0,9666 nm, b = 0,8854 nm, c = 0,7755 nm, β = 113,82°, Z = 8.
Ở ≈ 430 ℃, sự chuyển pha xảy ra, tạo ra cấu trúc của hệ tinh thể đơn nghiêng, nhóm không gian C 2/m, các hằng số a = 1,021 nm, b = 0,931 nm, c = 0,701 nm, β = 106,4°, Z = 8.
Pha cao áp có dạng hệ tinh thể đơn nghiêng, nhóm không gian P 2/c, các hằng số a = 0,46598 nm, b = 0,56862 nm, c = 0,49159 nm, β = 90,521°.
Nó không tan trong nước.
Nó tạo thành các tinh thể CoMoO4·nH2O, trong đó n = ¾ và 1.
Tinh thể ¾-hydrat CoMoO4·¾H2O tạo thành tinh thể thuộc hệ ba phương, nhóm không gian P 1, các hằng số a = 0,6844 nm, b = 0,6933 nm, c = 0,9339 nm, α = 76,617°, β = 84,18°, γ = 74,510°, Z = 4.